# Facharzt für Frauenheilkunde und Geburtshilfe
Facharzt für Frauenheilkunde und Geburtshilfe, auch Frauenarzt/Frauenärztin, ist in Deutschland und Österreich die offizielle Bezeichnung für einen Facharzt, der sich auf die ärztliche Tätigkeit im Gebiet Frauenheilkunde und Geburtshilfe spezialisiert hat. 

## Gebiet Frauenheilkunde und Geburtshilfe
Das Gebiet Frauenheilkunde und Geburtshilfe umfasst nach der Definition der deutschen Weiterbildungsordnung die Erkennung, Vorbeugung, konservative und operative Behandlung sowie Nachsorge von geschlechtsspezifischen Gesundheitsstörungen der Frau einschließlich plastisch-rekonstruktiver Eingriffe, der gynäkologischen Onkologie, Endokrinologie, Fortpflanzungsmedizin, Urogynäkologie, der Betreuung und Überwachung normaler und gestörter Schwangerschaften, Geburten und Wochenbettverläufe sowie der Prä- und Perinatalmedizin.

## Facharzt-Weiterbildung
Um in Deutschland als Facharzt für Frauenheilkunde und Geburtshilfe tätig werden zu können, muss nach dem erfolgreichen Abschluss eines Medizinstudiums und erteilter Approbation als Arzt eine mindestens fünfjährige Weiterbildung im Gebiet Frauenheilkunde und Geburtshilfe mit Erfolg absolviert worden sein.  Die Berechtigung zur Führung einer Facharzt-, Schwerpunkt- oder Zusatzbezeichnung wird nach einer mündlichen Prüfung von der zuständigen Landesärztekammer erteilt.  
Die Weiterbildung muss an zugelassenen Weiterbildungsstätten absolviert werden: mindestens 
- vier Jahre Weiterbildung im Gebiet Frauenheilkunde und Geburtshilfe. Ein Jahr der insgesamt mindestens 60 Monate umfassenden Weiterbildungszeit kann in anderen Gebieten (z. B. in Chirurgie und Innerer Medizin erfolgen)
- Zusätzlich wird die erfolgreiche Teilnahme an einem Weiterbildungskurs von 80 Stunden in psychosomatischer Grundversorgung verlangt.

Bei der Anmeldung zur Weiterbildungsprüfung müssen der zuständigen Ärztekammer sämtliche Nachweise über die erfüllten Mindestanforderungen vorgelegt werden. Dazu gehören auch die Logbuch-Dokumentationen über alle durch die MWBO vorgegebenen Inhalte der Weiterbildung. Zur Weiterbildungsprüfung muss man darlegen, dass man über die entsprechenden Kenntnisse, Erfahrungen und Fertigkeiten in Frauenheilkunde und Geburtshilfe verfügt.

## Schwerpunkte im Gebiet Frauenheilkunde und Geburtshilfe
Im Gebiet Frauenheilkunde und Geburtshilfe besteht die Möglichkeit, sich nach der Anerkennung als Frauenarzt durch eine jeweils 24 Monate dauernde Schwerpunktweiterbildung in folgenden Bereichen zu spezialisieren: Gynäkologische Endokrinologie und Reproduktionsmedizin, Gynäkologische Onkologie sowie Spezielle Geburtshilfe und Perinatalmedizin.

## Zusatzweiterbildungen
Fachärzte für Frauenheilkunde und Geburtshilfe haben die Möglichkeit, sich durch Zusatzweiterbildung weiter zu qualifizieren. Hierzu gehören insbesondere die Zusatzweiterbildungen Gynäkologische Exfoliativ-Zytologie, Medikamentöse Tumortherapie, Proktologie. Außerdem besteht die Möglichkeit der Qualifizierung in den Zusatzweiterbildungen, die Fachärzten der Gebiete der unmittelbaren Patientenversorgung vorbehalten sind.

### Zusatz-Weiterbildung Gynäkologische Exfoliativ-Zytologie
Voraussetzungen für die Zusatz-Bezeichnung Gynäkologische Exfoliativ-Zytologie sind 
- die Facharztanerkennung für Frauenheilkunde und Geburtshilfe und zusätzlich
- Nachweis der unter Befugnis erlangten Kenntnisse, Erfahrungen und Fertigkeiten in Gynäkologische Exfoliativ-Zytologie gemäß den in der Weiterbildungsordnung beschrieben Inhalten der Zusatzweiterbildung.[3]